# Distrikt La Libertad
Der Distrikt La Libertad liegt in der Provinz Huaraz in der Region Ancash in West-Peru. Der Distrikt wurde am 11. November 1907 gegründet. Er besitzt eine Fläche von 148 km². Beim Zensus 2017 wurden 1131 Einwohner gezählt. Im Jahr 1993 lag die Einwohnerzahl bei 1557, im Jahr 2007 bei 1280. Die Distriktverwaltung befindet sich in der etwa 3300 m hoch gelegenen Ortschaft Cajamarquilla mit 263 Einwohnern (Stand 2017). Cajamarquilla liegt 26 km westsüdwestlich der Provinzhauptstadt Huaraz.

## Geographische Lage
Der Distrikt La Libertad liegt an der Westflanke der Cordillera Negra im Süden der Provinz Huaraz. Der Río Vado, linker Nebenfluss des Río Chacchan (Oberlauf des Río Casma), entwässert das Areal nach Nordwesten.
Der Distrikt La Libertad grenzt im Südwesten an den Distrikt Huanchay, im Westen an die Distrikte Pampas Grande und Colcabamba, im Norden an den Distrikt Pira, im Nordosten an den Distrikt Huaraz, im Südosten an den Distrikt La Merced sowie im Süden an den Distrikt Coris (die beiden zuletzt genannten Distrikte gehören zur Provinz Aija).